# Liste der Nummer-eins-Hits in Australien (1989)
Diese Liste enthält alle Nummer-eins-Hits in Australien im Jahr 1989. Grundlage sind die Top 50 der australischen Charts der ARIA. Es gab in diesem Jahr 17 Nummer-eins-Singles und 19 Nummer-eins-Alben.

## Singles
| ← 1988 ← | Liste der Nummer-eins-Hits in Australien | Liste der Nummer-eins-Hits in Australien | Liste der Nummer-eins-Hits in Australien | 1990 →                    |
| \| Zeitraum \| Wo. ges. \| Interpret \| Titel Autor(en) \| Zusätzliche Informationen \| \| (Zeitraum, Wochen auf Platz eins, Interpret, Titel, Autor[en], zusätzliche Informationen) \| \| \| \| \| \| ----------------------------------------------------------------------------------------- \| -------- \| ----------------------------- \| -------------------------------------------------------------------------------------------------------------------------------------------------------------------------------------------------------------------- \| ------------------------- \| \| 26. Dezember 1988 – 12. Februar 1989 7 Wochen \| 7 \| The Beach Boys \| Kokomo Mike E. Love, Terry Melcher, John E. A. Phillips, Scott McKenzie \| – \| \| 13. Februar 1989 – 19. Februar 1989 1 Woche \| 1 \| Womack & Womack \| Teardrops Linda Womack, Cecil Womack \| – \| \| 20. Februar 1989 – 19. März 1989 4 Wochen \| 4 \| The Proclaimers \| I’m Gonna Be (500 Miles) Craig Morris Reid, Charles Stobo Reid \| – \| \| 20. März 1989 – 26. März 1989 1 Woche \| 1 \| Ian Moss \| Tucker’s Daughter Don Walker, Ian Moss \| – \| \| 27. März 1989 – 16. April 1989 3 Wochen (insgesamt 5) \| 5 \| Fine Young Cannibals \| She Drives Me Crazy Roland Lee Gift, David Steele \| – \| \| 17. April 1989 – 23. April 1989 1 Woche (insgesamt 4) \| 4 \| Madonna \| Like a Prayer Madonna L. Ciccone, Patrick Raymond Leonard \| – \| \| 24. April 1989 – 7. Mai 1989 2 Wochen (insgesamt 5) \| 5 \| Fine Young Cannibals \| She Drives Me Crazy Roland Gift, David Steele \| – \| \| 8. Mai 1989 – 14. Mai 1989 1 Woche \| 1 \| Mike & the Mechanics \| The Living Years Mike Rutherford, B. A. Robertson \| – \| \| 15. Mai 1989 – 4. Juni 1989 3 Wochen (insgesamt 4) \| 4 \| Madonna \| Like a Prayer Madonna L. Ciccone, Patrick Raymond Leonard \| – \| \| 5. Juni 1989 – 11. Juni 1989 1 Woche \| 1 \| Julian Lennon \| Now You’re in Heaven Julian Lennon, John M. McCurry \| – \| \| 12. Juni 1989 – 18. Juni 1989 1 Woche \| 1 \| The Bangles \| Eternal Flame Susanna Lee Hoffs, Thomas F. Kelly, Billy Steinberg \| – \| \| 19. Juni 1989 – 9. Juli 1989 3 Wochen \| 3 \| Bette Midler \| Wind Beneath My Wings Jeff Alan Silbar, Larry J. Henley \| – \| \| 10. Juli 1989 – 13. August 1989 5 Wochen \| 5 \| Roxette \| The Look Per Hakan Gessle \| – \| \| 14. August 1989 – 20. August 1989 1 Woche \| 1 \| New Kids on the Block \| You Got It (The Right Stuff) Maurice Starr \| – \| \| 21. August 1989 – 10. September 1989 3 Wochen \| 3 \| Simply Red \| If You Don’t Know Me by Now Kenneth Gamble, Leon Huff \| – \| \| 11. September 1989 – 22. Oktober 1989 6 Wochen \| 6 \| Richard Marx \| Right Here Waiting Richard N. Marx \| – \| \| 23. Oktober 1989 – 12. November 1989 3 Wochen \| 3 \| Jive Bunny & the Mastermixers \| Swing the Mood Otis Blackwell, Dorothy Bostrie, Felice Bryant, Boudleaux Bryant, Charles Calhoun, Jerry Capehart, Eddie Cochran, Joe Lubin, John Medora, Richard Penniman, Elvis Presley, Arthur Singer, David White \| – \| \| 11. November 1989 – 24. Dezember 1989 7 Wochen \| 7 \| Cher \| If I Could Turn Back Time Diane Eve Warren \| – \| \| 25. Dezember 1989 – 16. Februar 1990 7 Wochen \| 7 \| The B-52’s \| Love Shack Frederick William Schneider III, Catherine E. Pierson, Julian Keith Strickland, Cynthia L. Wilson \| – \| |                                          |                                          | |                           |
| ← 1988 |                                          |                                          | | → 1990 →                  |
| Zeitraum | Wo. ges.                                 | Interpret                                | Titel Autor(en) | Zusätzliche Informationen |
| (Zeitraum, Wochen auf Platz eins, Interpret, Titel, Autor[en], zusätzliche Informationen) |                                          |                                          | |                           |
| 26. Dezember 1988 – 12. Februar 1989 7 Wochen | 7                                        | The Beach Boys                           | Kokomo Mike E. Love, Terry Melcher, John E. A. Phillips, Scott McKenzie | –                         |
| 13. Februar 1989 – 19. Februar 1989 1 Woche | 1                                        | Womack & Womack                          | Teardrops Linda Womack, Cecil Womack | –                         |
| 20. Februar 1989 – 19. März 1989 4 Wochen | 4                                        | The Proclaimers                          | I’m Gonna Be (500 Miles) Craig Morris Reid, Charles Stobo Reid | –                         |
| 20. März 1989 – 26. März 1989 1 Woche | 1                                        | Ian Moss                                 | Tucker’s Daughter Don Walker, Ian Moss | –                         |
| 27. März 1989 – 16. April 1989 3 Wochen (insgesamt 5) | 5                                        | Fine Young Cannibals                     | She Drives Me Crazy Roland Lee Gift, David Steele | –                         |
| 17. April 1989 – 23. April 1989 1 Woche (insgesamt 4) | 4                                        | Madonna                                  | Like a Prayer Madonna L. Ciccone, Patrick Raymond Leonard | –                         |
| 24. April 1989 – 7. Mai 1989 2 Wochen (insgesamt 5) | 5                                        | Fine Young Cannibals                     | She Drives Me Crazy Roland Gift, David Steele | –                         |
| 8. Mai 1989 – 14. Mai 1989 1 Woche | 1                                        | Mike & the Mechanics                     | The Living Years Mike Rutherford, B. A. Robertson | –                         |
| 15. Mai 1989 – 4. Juni 1989 3 Wochen (insgesamt 4) | 4                                        | Madonna                                  | Like a Prayer Madonna L. Ciccone, Patrick Raymond Leonard | –                         |
| 5. Juni 1989 – 11. Juni 1989 1 Woche | 1                                        | Julian Lennon                            | Now You’re in Heaven Julian Lennon, John M. McCurry | –                         |
| 12. Juni 1989 – 18. Juni 1989 1 Woche | 1                                        | The Bangles                              | Eternal Flame Susanna Lee Hoffs, Thomas F. Kelly, Billy Steinberg | –                         |
| 19. Juni 1989 – 9. Juli 1989 3 Wochen | 3                                        | Bette Midler                             | Wind Beneath My Wings Jeff Alan Silbar, Larry J. Henley | –                         |
| 10. Juli 1989 – 13. August 1989 5 Wochen | 5                                        | Roxette                                  | The Look Per Hakan Gessle | –                         |
| 14. August 1989 – 20. August 1989 1 Woche | 1                                        | New Kids on the Block                    | You Got It (The Right Stuff) Maurice Starr | –                         |
| 21. August 1989 – 10. September 1989 3 Wochen | 3                                        | Simply Red                               | If You Don’t Know Me by Now Kenneth Gamble, Leon Huff | –                         |
| 11. September 1989 – 22. Oktober 1989 6 Wochen | 6                                        | Richard Marx                             | Right Here Waiting Richard N. Marx | –                         |
| 23. Oktober 1989 – 12. November 1989 3 Wochen | 3                                        | Jive Bunny & the Mastermixers            | Swing the Mood Otis Blackwell, Dorothy Bostrie, Felice Bryant, Boudleaux Bryant, Charles Calhoun, Jerry Capehart, Eddie Cochran, Joe Lubin, John Medora, Richard Penniman, Elvis Presley, Arthur Singer, David White | –                         |
| 11. November 1989 – 24. Dezember 1989 7 Wochen | 7                                        | Cher                                     | If I Could Turn Back Time Diane Eve Warren | –                         |
| 25. Dezember 1989 – 16. Februar 1990 7 Wochen | 7                                        | The B-52’s                               | Love Shack Frederick William Schneider III, Catherine E. Pierson, Julian Keith Strickland, Cynthia L. Wilson | –                         |

## Alben
| ← 1988 ← | Liste der Nummer-eins-Hits in Australien | Liste der Nummer-eins-Hits in Australien | Liste der Nummer-eins-Hits in Australien | 1990 →                    |
| \| Zeitraum \| Wo. ges. \| Interpret \| Titel \| Zusätzliche Informationen \| \| (Zeitraum, Wochen auf Platz eins, Interpret, Titel, zusätzliche Informationen) \| \| \| \| \| \| ------------------------------------------------------------------------------ \| -------- \| ----------------------------- \| ------------------------- \| ------------------------- \| \| 23. Dezember 1988 – 8. Januar 1989 3 Wochen \| 3 \| (Verschiedene Interpreten) \| Summer ’89 \| – \| \| 9. Januar 1989 – 12. Februar 1989 5 Wochen \| 5 \| (Soundtrack) \| Cocktail \| – \| \| 13. Februar 1989 – 26. Februar 1989 2 Wochen \| 2 \| Traveling Wilburys \| Traveling Wilburys Vol. 1 \| – \| \| 27. Februar 1989 – 28. März 1989 4 Wochen \| 4 \| Roy Orbison \| Mystery Girl \| – \| \| 29. März 1989 – 30. April 1989 5 Wochen \| 5 \| (Verschiedene Interpreten) \| Hits of ’89 Volume 1 \| – \| \| 1. Mai 1989 – 21. Mai 1989 3 Wochen \| 3 \| 1927 \| …ish \| – \| \| 22. Mai 1989 – 11. Juni 1989 3 Wochen \| 3 \| Daryl Braithwaite \| Edge \| – \| \| 12. Juni 1989 – 18. Juni 1989 1 Woche \| 1 \| John Cougar Mellencamp \| Big Daddy \| – \| \| 12. Juni 1989 – 9. Juli 1989 4 Wochen (insgesamt 4) \| 4 \| Bette Midler \| Beaches Soundtrack \| – \| \| 12. Juni 1989 – 9. Juli 1989 4 Wochen \| 4 \| Fine Young Cannibals \| The Raw and the Cooked \| – \| \| 10. Juli 1989 – 16. Juli 1989 1 Woche (insgesamt 4) \| 4 \| Bette Midler \| Beaches \| – \| \| 17. Juli 1989 – 13. August 1989 4 Wochen \| 4 \| Def Leppard \| Hysteria \| – \| \| 14. August 1989 – 3. September 1989 3 Wochen \| 3 \| Ian Moss \| Matchbook \| – \| \| 4. September 1989 – 10. September 1989 1 Woche \| 1 \| Andrew Lloyd Webber \| The Premiere Collection \| – \| \| 11. September 1989 – 29. Oktober 1989 7 Wochen \| 7 \| Richard Marx \| Repeat Offender \| – \| \| 30. Oktober 1989 – 5. November 1989 1 Woche \| 1 \| John Williamson \| Warragul \| – \| \| 6. November 1989 – 19. November 1989 2 Wochen \| 2 \| Billy Joel \| Storm Front \| – \| \| 20. November 1989 – 26. November 1989 1 Woche \| 1 \| Cher \| Heart of Stone \| – \| \| 27. November 1989 – 17. Dezember 1989 3 Wochen \| 3 \| Phil Collins \| … But Seriously \| – \| \| 18. Dezember 1989 – 20. Januar 1990 4 Wochen \| 4 \| Jive Bunny & the Mastermixers \| The Album \| – \| |                                          |                                          |                                          |                           |
| ← 1988 |                                          |                                          |                                          | → 1990 →                  |
| Zeitraum | Wo. ges.                                 | Interpret                                | Titel                                    | Zusätzliche Informationen |
| (Zeitraum, Wochen auf Platz eins, Interpret, Titel, zusätzliche Informationen) |                                          |                                          |                                          |                           |
| 23. Dezember 1988 – 8. Januar 1989 3 Wochen | 3                                        | (Verschiedene Interpreten)               | Summer ’89                               | –                         |
| 9. Januar 1989 – 12. Februar 1989 5 Wochen | 5                                        | (Soundtrack)                             | Cocktail                                 | –                         |
| 13. Februar 1989 – 26. Februar 1989 2 Wochen | 2                                        | Traveling Wilburys                       | Traveling Wilburys Vol. 1                | –                         |
| 27. Februar 1989 – 28. März 1989 4 Wochen | 4                                        | Roy Orbison                              | Mystery Girl                             | –                         |
| 29. März 1989 – 30. April 1989 5 Wochen | 5                                        | (Verschiedene Interpreten)               | Hits of ’89 Volume 1                     | –                         |
| 1. Mai 1989 – 21. Mai 1989 3 Wochen | 3                                        | 1927                                     | …ish                                     | –                         |
| 22. Mai 1989 – 11. Juni 1989 3 Wochen | 3                                        | Daryl Braithwaite                        | Edge                                     | –                         |
| 12. Juni 1989 – 18. Juni 1989 1 Woche | 1                                        | John Cougar Mellencamp                   | Big Daddy                                | –                         |
| 12. Juni 1989 – 9. Juli 1989 4 Wochen (insgesamt 4) | 4                                        | Bette Midler                             | Beaches Soundtrack                       | –                         |
| 12. Juni 1989 – 9. Juli 1989 4 Wochen | 4                                        | Fine Young Cannibals                     | The Raw and the Cooked                   | –                         |
| 10. Juli 1989 – 16. Juli 1989 1 Woche (insgesamt 4) | 4                                        | Bette Midler                             | Beaches                                  | –                         |
| 17. Juli 1989 – 13. August 1989 4 Wochen | 4                                        | Def Leppard                              | Hysteria                                 | –                         |
| 14. August 1989 – 3. September 1989 3 Wochen | 3                                        | Ian Moss                                 | Matchbook                                | –                         |
| 4. September 1989 – 10. September 1989 1 Woche | 1                                        | Andrew Lloyd Webber                      | The Premiere Collection                  | –                         |
| 11. September 1989 – 29. Oktober 1989 7 Wochen | 7                                        | Richard Marx                             | Repeat Offender                          | –                         |
| 30. Oktober 1989 – 5. November 1989 1 Woche | 1                                        | John Williamson                          | Warragul                                 | –                         |
| 6. November 1989 – 19. November 1989 2 Wochen | 2                                        | Billy Joel                               | Storm Front                              | –                         |
| 20. November 1989 – 26. November 1989 1 Woche | 1                                        | Cher                                     | Heart of Stone                           | –                         |
| 27. November 1989 – 17. Dezember 1989 3 Wochen | 3                                        | Phil Collins                             | … But Seriously                          | –                         |
| 18. Dezember 1989 – 20. Januar 1990 4 Wochen | 4                                        | Jive Bunny & the Mastermixers            | The Album                                | –                         |

## Jahreshitparaden
| ← 1988 ← | Liste der Nummer-eins-Hits in Australien | Liste der Nummer-eins-Hits in Australien     | Liste der Nummer-eins-Hits in Australien | 1990 →   |
| \| Singles \| Position# \| Alben \| \| -------------------------------------------------------------------------------------- \| --------- \| -------------------------------------------- \| \| Like a Prayer Madonna Madonna L. Ciccone, Patrick Raymond Leonard \| 1 \| Traveling Wilburys Vol. 1 Traveling Wilburys \| \| The Look Roxette Per Hakan Gessle \| 2 \| …ish 1927 \| \| I’m Gonna Be (500 Miles) The Proclaimers Craig Morris Reid, Charles Stobo Reid \| 3 \| Hysteria Def Leppard \| \| Eternal Flame The Bangles Susanna Lee Hoffs, Thomas F. Kelly, Billy Steinberg \| 4 \| The Raw and the Cooked Fine Young Cannibals \| \| If I Could Turn Back Time Cher Diane Eve Warren \| 5 \| Edge Daryl Braithwaite \| \| She Drives Me Crazy Fine Young Cannibals Roland Lee Gift, David Steele \| 6 \| Like a Prayer Madonna \| \| Bedroom Eyes Kate Ceberano Raymond Jones, Sam McKinney \| 7 \| Johnny Diesel and the Injectors \| \| You Got It (The Right Stuff) New Kids on the Block Maurice Starr \| 8 \| Beaches Soundtrack Bette Midler \| \| Kokomo The Beach Boys Mike E. Love, Terry Melcher, John E. A. Phillips, Scott McKenzie \| 9 \| Mystery Girl Roy Orbison \| \| The Living Years Mike & the Mechanics Mike Rutherford, B. A. Robertson \| 10 \| A New Flame Simply Red \| |                                          |                                              |                                          |          |
| ← 1988 |                                          |                                              |                                          | → 1990 → |
| Singles | Position#                                | Alben                                        |                                          |          |
| Like a Prayer Madonna Madonna L. Ciccone, Patrick Raymond Leonard | 1                                        | Traveling Wilburys Vol. 1 Traveling Wilburys |                                          |          |
| The Look Roxette Per Hakan Gessle | 2                                        | …ish 1927                                    |                                          |          |
| I’m Gonna Be (500 Miles) The Proclaimers Craig Morris Reid, Charles Stobo Reid | 3                                        | Hysteria Def Leppard                         |                                          |          |
| Eternal Flame The Bangles Susanna Lee Hoffs, Thomas F. Kelly, Billy Steinberg | 4                                        | The Raw and the Cooked Fine Young Cannibals  |                                          |          |
| If I Could Turn Back Time Cher Diane Eve Warren | 5                                        | Edge Daryl Braithwaite                       |                                          |          |
| She Drives Me Crazy Fine Young Cannibals Roland Lee Gift, David Steele | 6                                        | Like a Prayer Madonna                        |                                          |          |
| Bedroom Eyes Kate Ceberano Raymond Jones, Sam McKinney | 7                                        | Johnny Diesel and the Injectors              |                                          |          |
| You Got It (The Right Stuff) New Kids on the Block Maurice Starr | 8                                        | Beaches Soundtrack Bette Midler              |                                          |          |
| Kokomo The Beach Boys Mike E. Love, Terry Melcher, John E. A. Phillips, Scott McKenzie | 9                                        | Mystery Girl Roy Orbison                     |                                          |          |
| The Living Years Mike & the Mechanics Mike Rutherford, B. A. Robertson | 10                                       | A New Flame Simply Red                       |                                          |          |